# Pontederia rotundifolia
Pontederia rotundifolia är en vattenhyacintväxtart som beskrevs av Carl von Linné d.y.. Pontederia rotundifolia ingår i släktet pontederior, och familjen vattenhyacintväxter. Inga underarter finns listade.